# Christian Berg
Christian Berg (Bodø, 17 maggio 1978) è un ex calciatore norvegese, di ruolo centrocampista.

## Carriera

### Club

#### Prima esperienza al Bodø/Glimt
Berg iniziò la carriera con la maglia del Bodø/Glimt, squadra per cui debuttò nell'Eliteserien in data 6 luglio 1997: subentrò infatti a Jan-Derek Sørensen nella sconfitta casalinga per 0-3 contro il Brann. Il 19 ottobre successivo, arrivò la prima rete nella massima divisione locale, nella vittoria per 4-1 sullo Skeid. Rimase in questo club fino alla fine del campionato 2005, collezionando 144 apparizioni e 11 reti nella sola Eliteserien.

#### Prima esperienza al Fredrikstad
Berg fu ingaggiato dal Fredrikstad in vista del campionato 2006. Il club cercava infatti un erede di Roger Risholt, ceduto nell'estate precedente. Berg raggiunse l'accordo per un contratto biennale. Esordì con la nuova casacca il 30 aprile, sostituendo Hans Erik Ramberg nella sconfitta per 0-1 contro il Lillestrøm. Ebbe un problema fisico che gli fece saltare diverse partite, fino all'estate. Fu anche titolare nella finale di Coppa di Norvegia 2006, vinta dalla sua squadra sul Sandefjord per 3-0.
Anche nella stagione seguente, dovette combattere con alcuni problemi fisici. A causa di un infortunio all'inguine, non fu disponibile prima della 16ª giornata di campionato. Anche per via dello scarso numero di presenze accumulato in due anni, il Fredrikstad rese nota la volontà di non rinnovare il contratto del giocatore.

#### Seconda esperienza al Bodø/Glimt
Svincolato, Berg fece ritorno al Bodø/Glimt. Debuttò per la seconda volta in squadra il 30 marzo 2008, schierato titolare nella vittoria per 2-0 sullo HamKam. Il club retrocesse al termine del campionato 2009. Nel 2012, il Bodø/Glimt arrivò a disputare le qualificazioni all'Eliteserien, ma non riuscì a guadagnarsi la promozione. Promozione che arrivò un anno più tardi, con la vittoria del campionato: Berg contribuì a questo risultato con 28 presenze, senza mai andare a segno.

#### Seconda esperienza al Fredrikstad
Il 1º ottobre 2013, il Fredrikstad annunciò sul proprio sito internet il ritorno in squadra di Berg, che si legò al club con un contratto valido a partire dal 1º gennaio 2014.

## Statistiche

### Presenze e reti nei club
Statistiche aggiornate al 16 novembre 2015.
| Stagione           | Club               | Campionato         | Campionato | Campionato | Coppe nazionali | Coppe nazionali | Coppe nazionali | Coppe continentali | Coppe continentali | Coppe continentali | Supercoppe | Supercoppe | Supercoppe | Totale | Totale |
| Stagione           | Club               | Comp               | Pres       | Reti       | Comp            | Pres            | Reti            | Comp               | Pres               | Reti               | Comp       | Pres       | Reti       | Pres   | Reti   |
| ------------------ | ------------------ | ------------------ | ---------- | ---------- | --------------- | --------------- | --------------- | ------------------ | ------------------ | ------------------ | ---------- | ---------- | ---------- | ------ | ------ |
| 1996               | Bodø/Glimt         | ES                 | 0          | 0          | CN              | ?               | ?               | -                  | -                  | -                  | -          | -          | -          | ?      | ?      |
| 1997               | Bodø/Glimt         | ES                 | 5          | 1          | CN              | ?               | ?               | -                  | -                  | -                  | -          | -          | -          | ?      | ?      |
| 1998               | Bodø/Glimt         | ES                 | 20         | 0          | CN              | ?               | ?               | -                  | -                  | -                  | -          | -          | -          | ?      | ?      |
| 1999               | Bodø/Glimt         | ES                 | 16         | 1          | CN              | ?               | ?               | -                  | -                  | -                  | -          | -          | -          | ?      | ?      |
| 2000               | Bodø/Glimt         | ES                 | 5          | 0          | CN              | 1               | 1               | -                  | -                  | -                  | -          | -          | -          | 6      | 1      |
| 2001               | Bodø/Glimt         | ES                 | 16         | 4          | CN              | 2               | 0               | -                  | -                  | -                  | -          | -          | -          | 18     | 4      |
| 2002               | Bodø/Glimt         | ES                 | 17         | 2          | CN              | 4               | 0               | -                  | -                  | -                  | -          | -          | -          | 21     | 2      |
| 2003               | Bodø/Glimt         | ES                 | 23         | 3          | CN              | 6               | 3               | -                  | -                  | -                  | -          | -          | -          | 29     | 6      |
| 2004               | Bodø/Glimt         | ES                 | 17+1       | 0          | CN              | 1               | 0               | -                  | -                  | -                  | -          | -          | -          | 19     | 0      |
| 2005               | Bodø/Glimt         | ES                 | 25         | 0          | CN              | 4               | 1               | -                  | -                  | -                  | -          | -          | -          | 29     | 1      |
| 2006               | Fredrikstad        | ES                 | 14         | 0          | CN              | 4               | 0               | -                  | -                  | -                  | -          | -          | -          | 18     | 0      |
| 2007               | Fredrikstad        | ES                 | 4          | 0          | CN              | 0               | 0               | CU                 | 0                  | 0                  | -          | -          | -          | 4      | 0      |
| 2008               | Bodø/Glimt         | ES                 | 24         | 1          | CN              | 2               | 0               | -                  | -                  | -                  | -          | -          | -          | 26     | 1      |
| 2009               | Bodø/Glimt         | ES                 | 26         | 0          | CN              | 1               | 0               | -                  | -                  | -                  | -          | -          | -          | 27     | 0      |
| 2010               | Bodø/Glimt         | 1D                 | 19         | 0          | CN              | ?               | ?               | -                  | -                  | -                  | -          | -          | -          | ?      | ?      |
| 2011               | Bodø/Glimt         | 1D                 | 19         | 1          | CN              | ?               | ?               | -                  | -                  | -                  | -          | -          | -          | ?      | ?      |
| 2012               | Bodø/Glimt         | 1D                 | 22         | 3          | CN              | 2               | 0               | -                  | -                  | -                  | -          | -          | -          | 24     | 3      |
| 2013               | Bodø/Glimt         | 1D                 | 28         | 0          | CN              | 3               | 0               | -                  | -                  | -                  | -          | -          | -          | 31     | 0      |
| Totale Bodø/Glimt  | Totale Bodø/Glimt  | Totale Bodø/Glimt  | 282+1      | 16+0       |                 | ?               | ?               |                    | -                  | -                  |            | -          | -          | ?      | ?      |
| 2014               | Fredrikstad        | 1D                 | 24+1       | 0          | CN              | 0               | 0               | -                  | -                  | -                  | -          | -          | -          | 25     | 0      |
| 2015               | Fredrikstad        | 1D                 | 0          | 0          | CN              | 0               | 0               | -                  | -                  | -                  | -          | -          | -          | 0      | 0      |
| Totale Fredrikstad | Totale Fredrikstad | Totale Fredrikstad | 42+1       | 0          |                 | 4               | 0               |                    | 0                  | 0                  |            | -          | -          | 47     | 0      |
| Totale             | Totale             | Totale             | 324+2      | ?          |                 | ?               | ?               |                    | 0                  | 0                  |            | -          | -          | ?      | ?      |

## Palmarès

### Club

#### Competizioni nazionali
- Coppa di Norvegia: 1

Fredrikstad: 2006